# Meteorus vitticollis
Meteorus vitticollis är en stekelart som först beskrevs av Holmgren 1868.  Meteorus vitticollis ingår i släktet Meteorus och familjen bracksteklar. Inga underarter finns listade i Catalogue of Life.